# Мілеюв (Велюнський повіт)
Мілеюв (пол. Milejów) — село в Польщі, у гміні Острувек Велюнського повіту Лодзинського воєводства.
Населення — 280 осіб (2011).
У 1975-1998 роках село належало до Серадзького воєводства.

## Демографія
Демографічна структура станом на 31 березня 2011 року:
|          | Загалом | Допрацездатний вік | Працездатний вік | Постпрацездатний вік |
| -------- | ------- | ------------------ | ---------------- | -------------------- |
| Чоловіки | 146     | 43                 | 86               | 17                   |
| Жінки    | 134     | 25                 | 76               | 33                   |
| Разом    | 280     | 68                 | 162              | 50                   |